# داسو مرکور
داسو مرکور (به انگلیسی: Dassault Mercure) یک هواگرد ساختِ کارخانهٔ داسو اویاسیون در کشور فرانسه است که در سال ۱۹۷۱–۱۹۷۵ ساخته شد. نخستین استفاده‌کنندهٔ این هواپیما Air Inter بوده‌است. این هواگرد برای نخستین بار در ۲۸ مه ۱۹۷۱ میلادی مورد استفاده قرار گرفت.